# Storia di Mauritius
L'isola di Mauritius fu disabitata fino alla fine del XVI secolo. Nota in passato agli Arabi e ai Malesi, scoperta dai portoghesi nel 1507, Mauritius fu colonia olandese, poi francese e infine britannica, per raggiungere l'indipendenza nel 1968.

## Periodo precoloniale
L'isola di Mauritius fu scoperta dagli Arabi nel 975. Anche i navigatori malesi erano a conoscenza dell'esistenza dell'isola almeno dal X secolo. Né gli Arabi né i Malesi, tuttavia, vi fondarono insediamenti.
Gli esploratori portoghesi la scoprirono e visitarono nei primi anni del XVI secolo. Sull'attribuzione della scoperta gli storici sono incerti; alcuni menzionano Diogo Dias, altri Diego Fernandez Pereira, altri ancora Pero Mascarenhas. In ogni caso, i portoghesi non dimostrarono interesse per queste isole, essendo già ben dotati di insediamenti strategici per le rotte commerciali nell'Oceano Indiano (in particolare nel Mozambico, a Ceylon e nelle Comore).

## Colonizzazione olandese

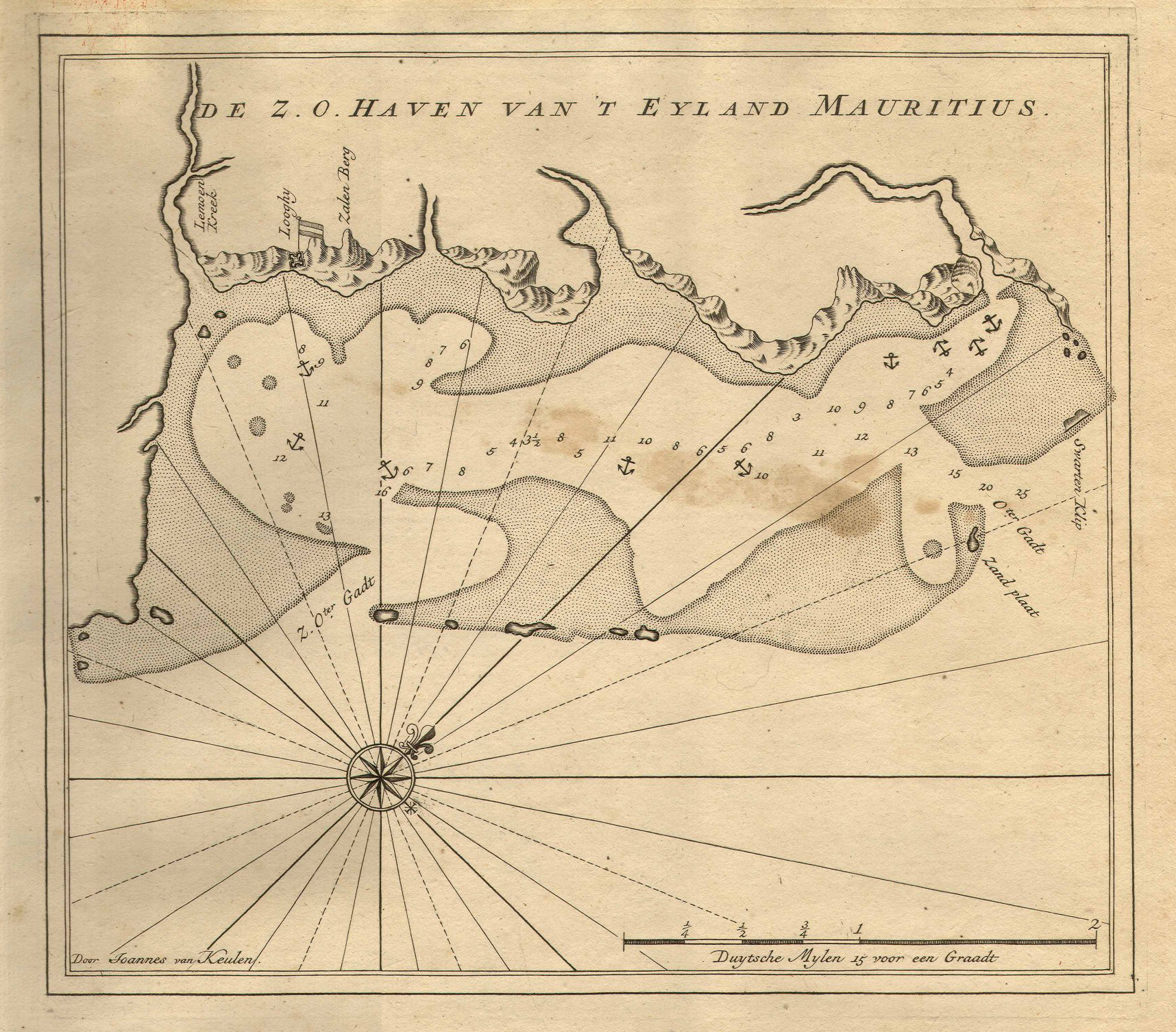
Una cartina di Mauritius in lingua olandese del 1753

Nel 1598, una spedizione di otto navi olandesi al comando degli ammiragli Jacques Cornelius Van Neck e Wybrandt Van Warwyck fu divisa da una tempesta mentre doppiava il Capo di Buona Speranza. Cinque delle navi raggiunsero fortuitamente Mauritius il 17 settembre, sbarcando in una baia protetta che battezzarono "Port de Warwick" (oggi Grand Port). Gli olandesi battezzarono l'isola "Maurits" in onore del principe Maurice di Nassau. Da allora, Port de Warwick divenne una tappa fissa per le navi olandesi dirette verso le Indie.
Nel 1606 gli olandesi giunsero per la prima volta nella regione dell'odierna Port Louis. La spedizione battezzò l'insenatura "Rade des Tortues" ("porto delle tartarughe") a causa delle numerose tartarughe terrestri. Rade de Tortues venne in seguito a sostituire Port de Warwick come scalo preferito degli olandesi.
Nel 1615, la flotta del governatore Pieter Both naufragò presso la Rade des Tortues. Questa tragedia diffuse presso i navigatori olandesi l'idea che la baia fosse maledetta, e molte flotte iniziarono a evitarla.
Mauritius divenne ufficialmente colonia olandese nel 1638. Una guarnigione di 25 soldati (in seguito 55) fu dislocata dal primo governatore Cornelius Gooyer. Il secondo governatore, Adriann Van der Stel, fece portare sull'isola un centinaio di schiavi malgasci per farli lavorare alla raccolta dell'ebano; la maggior parte di questi schiavi trovò la fuga dopo alcune settimane. Altri schiavi furono fatti trasferire sull'isola negli anni successivi da Van der Stel e dal suo successore Jacob Van der Meersh.
L'insediamento olandese dovette sopportare molte sventure. Cicloni e naufragi impedirono più volte il rifornimento di viveri per la colonia; maltempo e malattie tropicali imperversavano. Nel 1659 i coloni furono ritirati dall'isola.
Un nuovo tentativo di insediamento ebbe inizio nel 1664, ma si concluse con l'ammutinamento dell'equipaggio, che abbandonò nuovamente l'isola.
Nessuno dei governatori che seguirono (Dirk Jansz Smient, George Frederik Wreeden, Hubert Hugo, Issac Johannes Lamotius, Roelof Deodati e Abraham Momber Van de Velde) riuscì a dare inizio a un reale sviluppo dell'isola. Gli olandesi abbandonarono definitivamente Mauritius nel 1710.

### L'eredità degli olandesi
A ricordo del periodo olandese rimangono oggi numerosi toponimi. Inoltre, gli olandesi portarono a Mauritius la canna da zucchero (da Giava), ancora oggi coltivata in abbondanza sull'isola. Sempre agli olandesi va anche attribuita la responsabilità di aver estinto il dodo e la tartarughe giganti endemiche dell'isola, in parte attraverso la caccia e in parte indirettamente, con l'introduzione di specie antagoniste.

## Amministrazione francese
Nel settembre del 1715 il francese Guillaume Dufresne D'Arsel sbarcò a Mauritius e ne prese possesso, battezzandola "île de France". L'amministrazione dell'isola venne in seguito affidata alla Compagnia Francese delle Indie Orientali, che iniziò un lento processo di colonizzazione a partire dal 1721. Tale processo accelerò in modo significativo nel 1735, con l'arrivo del governatore Mahé de La Bourdonnais. La Bourdonnais scelse Port Louis come centro principale della colonia. Alcuni edifici dell'epoca sopravvivono ancora oggi.
Nel 1767 l'amministrazione dell'isola passò dalla Compagnia al governo francese, che la controllò fino al 1810, con l'unica parentesi del periodo della Rivoluzione, in cui gli abitanti di Mauritius si autodichiararono indipendenti.
Durante le guerre napoleoniche, i corsari francesi usavano Mauritius come base per attaccare le spedizioni commerciali britanniche. Nel 1810, gli inglesi risposero inviando un grosso contingente a conquistare l'isola. Dopo una prima sconfitta nella Battaglia di Grand Port in agosto, il 3 dicembre gli inglesi costrinsero i francesi a capitolare. Il Trattato di Parigi del 1814 formalizzò il passaggio dell'isola alla Gran Bretagna, insieme a Rodrigues e le Seychelles.

## Amministrazione inglese

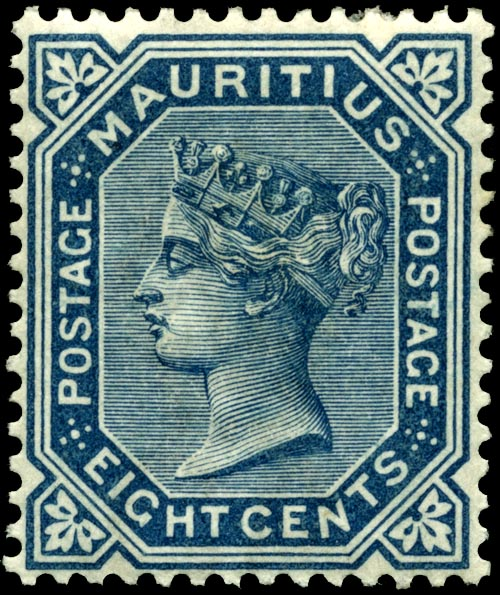
Un francobollo di Mauritius durante l'amministrazione inglese, 1891

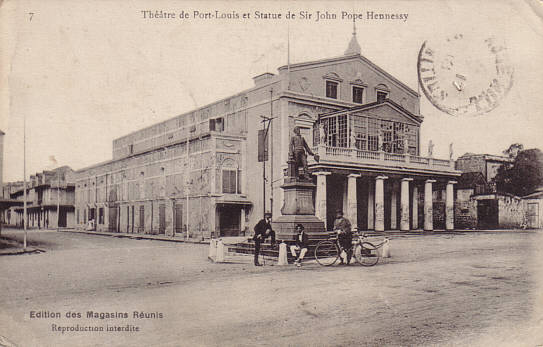
Il teatro di Port Louis all'inizio del XX secolo

Gli inglesi ribattezzarono l'isola "Mauritius", ma si impegnarono a rispettare le usanze e le tradizioni degli abitanti, incluso il codice napoleonico e la lingua francese. Il primo governatore fu Robert Farquhar, che diede inizio a un processo di rapido sviluppo sociale ed economico. Fra le svolte più importanti di questo processo vi fu l'abolizione della schiavitù nel 1835. Gli agricoltori ricevettero 2 milioni di sterline come indennizzo per la liberazione degli schiavi africani e malgasci impiegati nelle piantagioni.
Nel XIX secolo, in seguito all'abolizione del commercio degli schiavi, la richiesta di manodopera per le piantagioni di Mauritius portò sull'isola grandi masse di lavoratori provenienti dall'Africa, dal Madagascar, dalla Cina, dal Giappone e soprattutto dall'India. L'afflusso di indiani fu tale che nell'odierna nazione di Mauritius gli "indo-mauriziani" (creoli di origine prevalentemente indiana) rappresentano l'etnia di gran lunga predominante in termini numerici. Questi lavoratori, detti coolies, erano in massima parte soggetti a un regime di "lavoro salariato forzato", avendo firmato contratti che, in cambio del trasporto via mare dal loro paese d'origine, li vincolava a lavorare per un determinato datore di lavoro per diversi anni.
Nei primi decenni del XX secolo (soprattutto negli anni venti) vi furono forti tensioni sociali fra i braccianti indiani e l'élite economica di origine francese. Nel 1936 nacque il primo partito politico dei lavoratori, il Mauritius Labour Party (partito laburista di Mauritius, MLP), fondato da Maurice Cure e in seguito guidato da Emmanuel Anquetil e Guy Rozemont.

## Indipendenza
Nel 1948 si tennero a Mauritius le elezioni per l'assemblea legislativa locale; furono ammessi al voto tutti gli adulti che sapevano scrivere. Le elezioni furono vinte dall'MLP di Rozemont. Nel 1961, gli inglesi concessero a Mauritius l'autogoverno. Alle elezioni del 1967 vinse nuovamente l'MLP, coalizzato con altre forze minori rappresentative della popolazione musulmana e hindu. Le elezioni furono interpretate dalla popolazione anche come un referendum sull'indipendenza, che fu concessa il 12 marzo 1968. Come Primo ministro della neonata nazione che rimase nel Reame del Commonwealth fu eletto Sir Seewoosagur Ramgoolam, leader dell'MLP e precedentemente ministro del governo locale mentre come capo dello stato rimaneva la Regina Elisabetta II rappresentata in loco da un governatore generale che in precedera aveva le funzioni di governatore della colonia. Alle elezioni seguì un periodo di disordini e proteste che furono controllati anche con l'apporto delle truppe britanniche.
Negli anni settanta la scena politica mauriziana vide la nascita di un nuovo soggetto, il movimento socialista Mouvement Militant Mauricien/Parti Socialiste Mauricien (MMM/PSM) guidato da Paul Bérenger, Dev Virasawmy e Juneid Jeeroobarkhan. Nel 1982, l'MMM/PSM vinse le elezioni, e Anerood Jugnauth fu nominato Primo Ministro. Nel 1983, l'MMM/PSM si sciolse e Jugnauth fondò un nuovo partito, il Mouvement Socialiste Mauricien (MSM), che divenne il partito di governo. L'MSM aveva l'obiettivo di fare di Mauritius una repubblica nel Commonwealth. Questo risultato fu raggiunto nel 1992; Cassam Uteem fu eletto primo presidente.
Negli anni successivi la scena politica fu caratterizzata dalla contesa fra l'MLP (guidato da Navinchandra Rangoolam, figlio di Seewoosagur Ramgoolam), l'MSM di Jugnauth e l'MMM di Bérenger. Attualmente,  Kailash Purryag è presidente della repubblica, Navinchandra Ramgoolam primo ministro.
Il 3 ottobre 2024, i governi britannico e mauriziano hanno annunciato, in una dichiarazione congiunta, il trasferimento della sovranità dell'arcipelago a Mauritius. L'isola di Diego Garcia, dove si trova la base militare di Camp Justice, è stata l'unica eccezione a questo nuovo trattato, la cui amministrazione è stata ceduta al Regno Unito dal governo mauriziano per un periodo di almeno 99 anni. Il 22 maggio 2025, il Primo Ministro britannico Kier Starmer ha firmato l'accordo formale sul trasferimento della sovranità delle Isole Chagos a Mauritius. In base ai termini dell'accordo, l'atollo strategico di Diego Garcia e la sua zona cuscinetto di 38 chilometri sono stati immediatamente restituiti al Regno Unito. Questo accordo consente il proseguimento dell'attività della base congiunta anglo-americana sull'isola per i prossimi 99 anni, con una proroga di 40 anni e un successivo diritto di prelazione. Mauritius riceverà un canone annuo di 165 milioni di sterline dal Regno Unito per i primi tre anni, seguito da 120 milioni di sterline all'anno per i successivi dieci anni. Successivamente, questo canone annuo di 120 milioni di sterline sarà indicizzato all'inflazione.